# Јеврем Ненадовић
Јеврем Ненадовић (Бранковина, 27. септембар 1793 — Београд, 17. април 1867), је био политичар и војвода ваљевски и тамнавски, председник Апелационог суда и државни саветник.
Син Јакова Ненадовића, војводе из Првог српског устанка.

## Биографија
Књигу је почео учити у кући очиној, у свог братучеда Проте Матеје; Продужио је у Купинову у Срему, а свршио је два разреда гимназије у Карловцима.
Рођен у кући која је дала толике раднике у народним пословима, Јеврем је и сам врло рано почео мешати се у борбу са Турцима, и у послове управне.
Године 1811, кад је Јаков тргнут из народа у савет, за попечитеља унутрашњих послова, Јеврем је постављен за војводу у ваљевској Тамнави, и обично је чувао границу од Сокола и од Дрине. Син Јаковљев а, доцније, и зет Младенов, Јеврем је био у тако згодном положају да му ни једна од оновремених јаких странака није могла никад ни у чему наудити. По нарави пак био је човек миран и благ, те никога није особито држао против себе.
За њега једном рече покојни Баталака:
— Јеврем је био срећан целог века својега; никад никаква недостатака није зазнао: син Јаковљев, зет Младенов, и под старост таст кнежев — свакад је имао све што му је требало!
Године 1813, пребегао је и Јеврем у Срем, и, с оцем својим отишао у Русију. Кад се одонуда вратио, у августу 1831, постао је председник суда, у Ваљеву, па је доцније, био и државни саветник, у Београду.
Кћи његова Персида, била је са Александром, Карађорђевим сином, који је, као Кнез владо у Србији од 1842−1858.
Године 1858, добио је пензију, и после је живео у Београду.
Јеврем Ненадовић је издахнуо 1867, баш оног дана када је Кнез Михаило примивши од Турака београдски град, развио на њему српску заставу.
Додељен му је турски Ифтихар и аустријски Орден Франца Јозефа Првог.

## Породица

### Родитељи
| име             | слика | датум рођења | датум смрти |
| --------------- | ----- | ------------ | ----------- |
| Јаков Ненадовић |       | 1793.        | 1867.       |
| Неранџа         |       |              |             |

### Супружник
| име                 | слика | датум рођења | датум смрти |
| ------------------- | ----- | ------------ | ----------- |
| Јованка Миловановић |       |              |             |

### Деца
| име                   | слика | датум рођења      | датум смрти     | супружник                    |
| --------------------- | ----- | ----------------- | --------------- | ---------------------------- |
| Персида Ненадовић     |       | 15. фебруар 1813. | 10. април 1873. | Кнез Александар Карађорђевић |
| Анка Ненадовић        |       | 1820              | 1843            | Милосав Топаловић            |
| Машинка Ненадовић     |       | 1823              | 1898            | Јован Лукачевић              |
| Младен Ј. Ненадовић   |       | 1834              | 1868            | Софија Барловац              |
| Симеон Сима Ненадовић |       | 1838              | 1868            |                              |
| Јелисавета Ненадовић  |       |                   |                 | Јеврем Гавриловић            |
| Босиљка Ненадовић     |       |                   |                 | Радован Ђурић                |